# Mijlissea, Volodîmîr-Volînskîi
Mijlissea (în ucraineană Міжлісся) este un sat în comuna Berezovîci din raionul Volodîmîr-Volînskîi, regiunea Volînia, Ucraina.

## Demografie
Componența lingvistică a localității Mijlissea
     Ucraineană (96,72%)
     Rusă (3,28%)
Conform recensământului din 2001, majoritatea populației localității Mijlissea era vorbitoare de ucraineană (96,72%), existând în minoritate și vorbitori de rusă (3,28%).